# Војка (Требишов)
Војка (слч. Vojka) насељено је мјесто са административним статусом сеоске општине (слч. obec) у округу Требишов, у Кошичком крају, Словачка Република.

## Становништво
| Година:    | 1994. | 2004.    | 2014.   | 2024.    |
| ---------- | ----- | -------- | ------- | -------- |
| Број људи: | 408   | 506      | 503     | 556      |
| Разлика:   |       | +24,01 % | -0,59 % | +10,53 % |

| Година:    | 2023. | 2024.   |
| ---------- | ----- | ------- |
| Број људи: | 542   | 556     |
| Разлика:   |       | +2,58 % |

Према подацима о броју становника из 2011. године насеље је имало 517 становника.